# 丹·吉伯特
丹·吉伯特（英文：Dan Gilbert，1962年1月17日—），美國企業家，是NBA克里夫蘭騎士隊、美國冰球聯盟伊利湖怪獸、室內美式足球聯盟克利夫蘭戰士和美國國家籃球發展聯盟坎顿剑客的總裁。他在俄亥俄州的克利夫蘭，也是速貸球館和搖滾遊戲總裁。2012年5月，他在克利夫蘭市中心開設了第一家馬蹄賭場。